# Mammillaria sanchez-mejoradae
Mammillaria sanchez-mejoradae es una especie perteneciente a la familia Cactaceae. Es endémico de Nuevo León en México. Su hábitat natural son los áridos desiertos. Está tratada en peligro de extinción por pérdida de hábitat.
La biznaga de Sánchez-Mejorada (Mammillaria sanchezmejoradae) es una biznaga de la familia de los cactos (Cactaceae). Mammillaria sanchez-mejoradae fue descrita por Rodrigo González G. y publicado en Cactáceas y Suculentas Mexicanas 37(3): 55. 1992. Mammillaria: nombre genérico que fue descrita por vez primera por Carolus Linnaeus como Cactus mammillaris en 1753, nombre derivado del latín mammilla = tubérculo, en alusión a los tubérculos que son una de las características del género. sanchez-mejoradae: epíteto otorgado en honor del especialista en cactus mexicano Hernándo Sánchez-Mejorada.

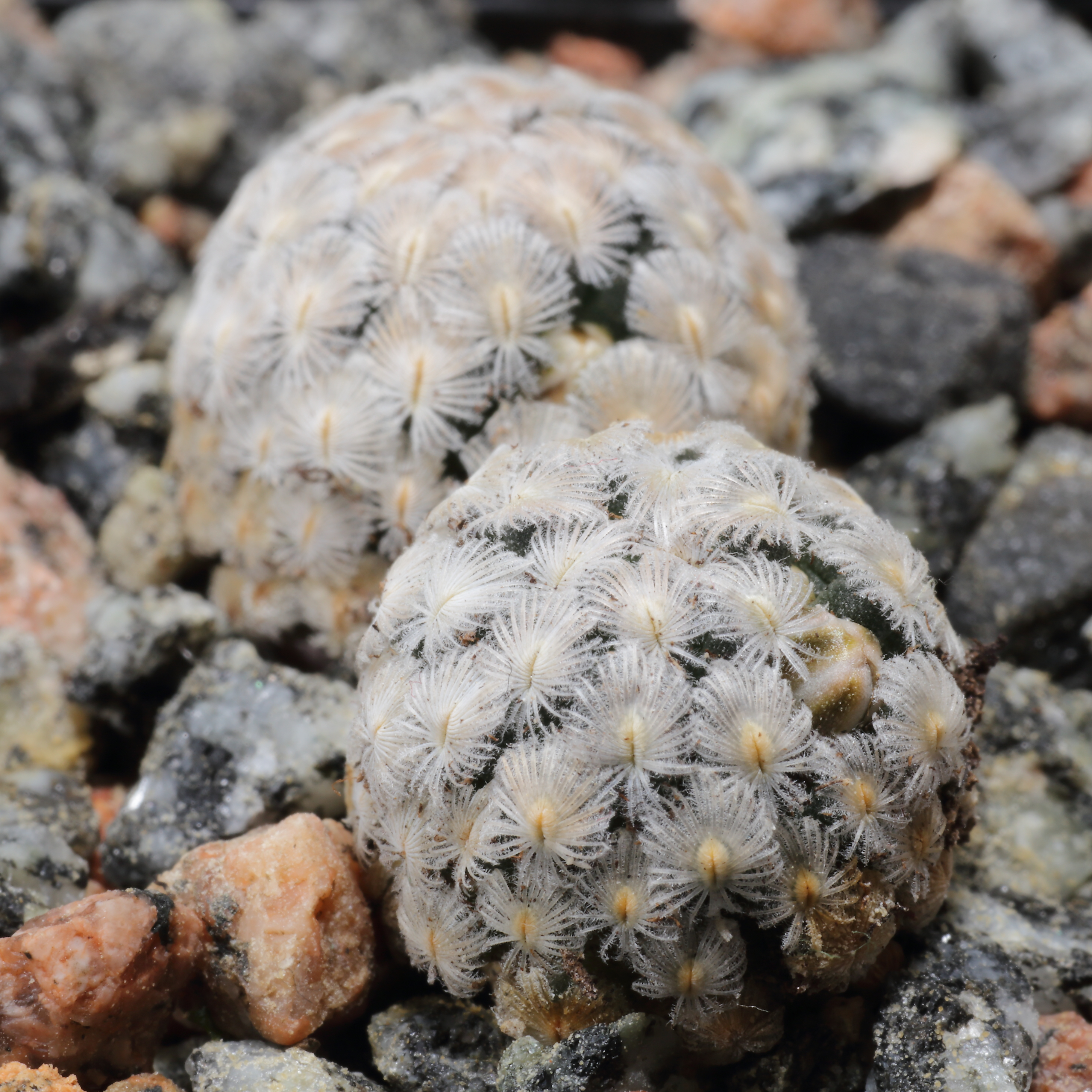
Vista de la planta

## Clasificación y descripción
Es una biznaga de la tribu Cacteae, familia Cactaceae. Es un cactus que tiene crecimiento simple. Sus tallos son de forma semi-globosa de 3 cm de altura y 1.8 cm de diámetro. Las protuberancias del tallo (tubérculos) son cilíndricos, de color verde oscuro y presentan jugo acuoso, el espacio entre ellos (axilas) son desnudas. Los sitios en los que se desarrollan las espinas se denominan aréolas, en esta especie tienen forma alargada, con más o menos 30 a 40 espinas, todas radiales, pectinadas, blancas. Las flores son pequeñas y tienen forma de campana, miden de 16 mm de longitud y 20 mm de diámetro y son de color blanco-rosadas. Los frutos de forma globosa y se encuentran embebidos en el tallo, las semillas son negras. Es polinizada por insectos y se dispersa por semillas.
Mammillaria sanchez-mejoradae crece individualmente con tallos esféricos aplanados a esféricos de color verde brillante.

## Distribución
Es endémica al estado de Nuevo León.

## Ambiente
Se desarrolla entre los 1900 a 2000 m s. n. m., entre rocas calizas, de matorrales xerófilos.

## Estado de conservación
Debido a sus características, esta especie ha sido extraída de su hábitat para ser comercializada de manera ilegal, aunque no se tiene cuantificación del daño que esto ha producido a las poblaciones. Es endémica a México y se considera en la categoría de En Peligro (P) de la Norma Oficial Mexicana 059.  En la lista roja de la IUCN se considera Críticamente En Peligro (CR).